# Castell de la Murta
El castell de la Murta (també conegut com el Castellet) era una fortificació ubicada al paratge de la Murta, a la localitat d'Agost. Les seues restes tenen la categoria de Bé d'Interés Cultural.
Va ser una fortalesa d'origen àrab, datada cap al segle xi i coetània del castell d'Agost, del qual hi depenia.
Actualment només en resten uns quants vestigis repartits pel perímetre, com ara alguns trams de muralla en maçoneria o els basaments d'algunes torres.